# Нојштат (Вестервалд)
Нојштат (њем. Neustadt/Westerwald) град је у њемачкој савезној држави Рајна-Палатинат. Једно је од 192 општинска средишта округа Вестервалд. Према процјени из 2010. у граду је живјело 579 становника. Посједује регионалну шифру (AGS) 7143272.

## Географски и демографски подаци
Нојштат се налази у савезној држави Рајна-Палатинат у округу Вестервалд. Град се налази на надморској висини од 496 метара. Површина општине износи 2,8 km². У самом граду је, према процјени из 2010. године, живјело 579 становника. Просјечна густина становништва износи 207 становника/km².